# Beagle
Beagle (англ. бігль, порода собак, вимовляється /ˈbiːɡəl/) — система пошуку для GNU/Linux та інших UNIX‐схожих систем, яка дозволяє шукати документи, листи, контакти тощо. За функціональностю Beagle нагадує програми Spotlight та Google Desktop.
Beagle написано на C#, з використанням Mono. Програма використовує систему індексування Lucene, портовану на .NET, а також підсистему ядра Linux inotify. Beagle містить графічний інтерфейс користувача, написаний з використанням GTK#, але також існує KDE‐інтерфейс Kerry.